# Galearis rotundifolia
Galearis rotundifolia — багаторічна трав'яниста рослина родини орхідні (Orchidaceae), поширена в північній частині Північної Америки. Етимологія: лат. rotundus — «кругле», лат. folius — «листя».

## Опис
Рослини 7–33 см. Листові пластини 2.7–11 × 1.2–8 см, тьмяно-зелені або, часто, злегка жовтувато-зелені. Суцвіття — це колосок квітів і листяних приквітків, що займають верхню частину стебла. Приквітки від ланцетних до лінійних, 5–15 × 1–5 мм, верхівки гострі до загострених. Квіти яскраві; чашолистки від білого до блідо-пурпурового забарвлення, яйцевидно-еліптично-довгасті, 6–10 × 3–4 мм, пелюстки від білих до блідо-пурпурових, від яйцеподібних до ланцето-довгасті, 5–6 мм; губа біла, з пурпуровими плямами, рідко з широкими, подовженими, червонуватими смугами, яйцевиді в контурі, 6–9 × 4–8 мм. Капсули прямі, еліпсоїдні, 1,5 × 0.5 см. 2n= 42 (2x).
зазвичай відтворюється статево за допомогою насіння, але, як повідомляється, періодично відтворюється через кореневище або столон. Квітки запилюються комахами. Як і інші орхідеї, рослина має мікоризальні асоціації в кореневій системі.

## Поширення
Північна Америка: Канада; пн. США й Аляска, пд. Ґренландія. Населяє вологі й часто вапнякові хвойні ліси, зарості, драговину, тундру; на висотах 0–1200 м.

## Галерея

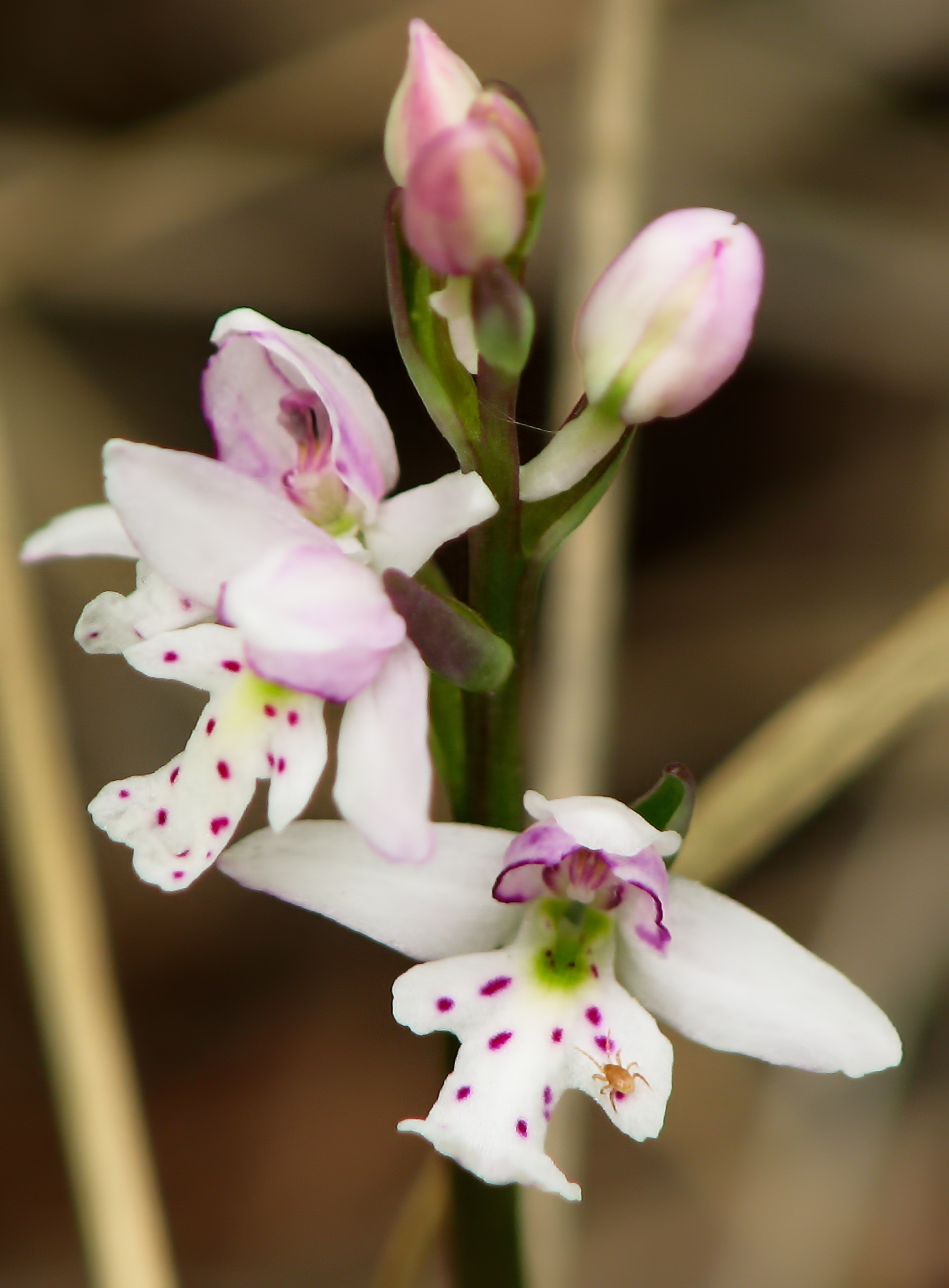
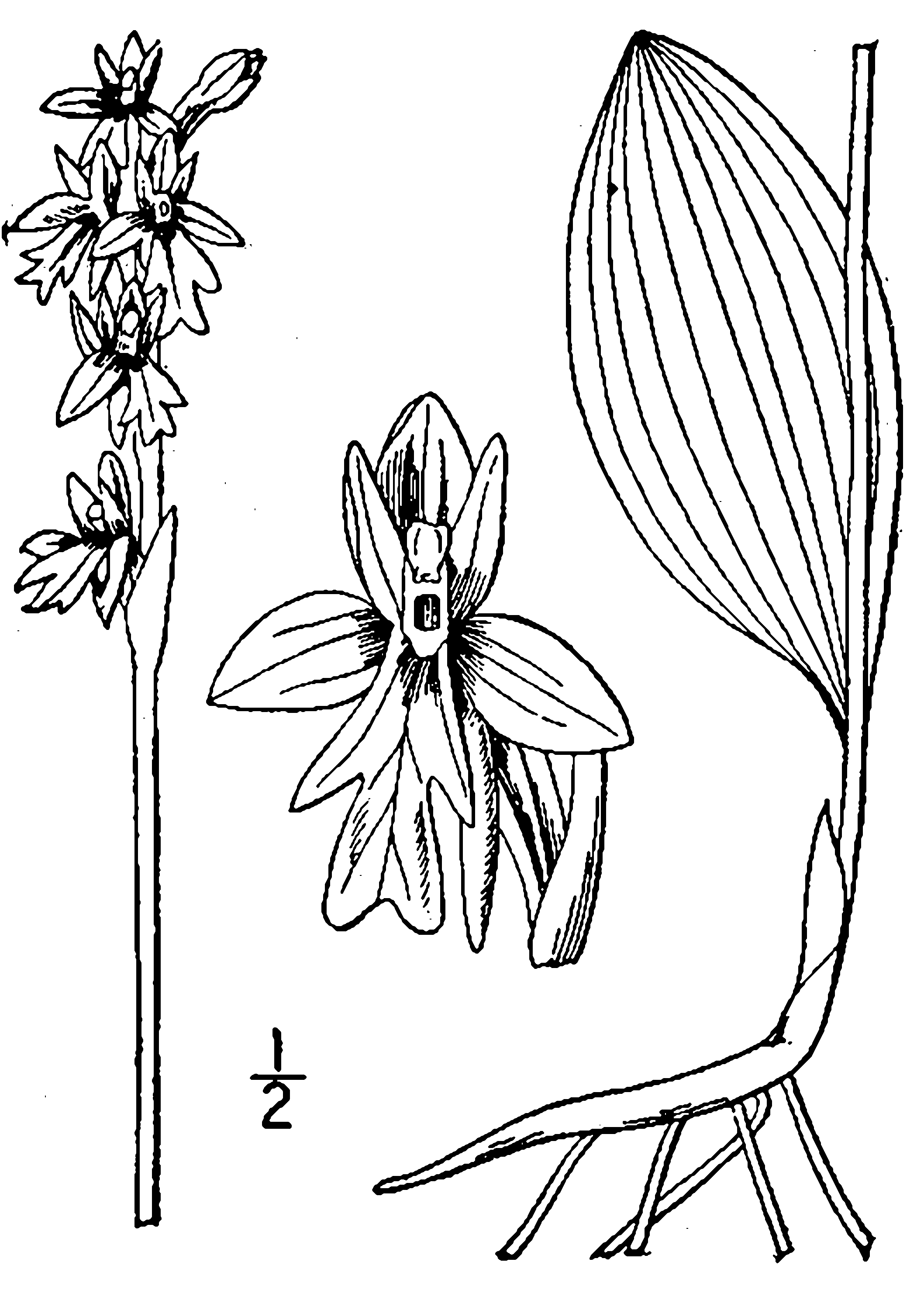